# Herinneringsmedaille van de Gedeporteerden en de Politieke Gevangenen
De Herinneringsmedaille van de Gedeporteerden en de Politieke Gevangenen (Frans: Médaille de la déportation et de l'internement politique) is een Franse onderscheiding die werd ingesteld om de vele Franse slachtoffers van de Duitse bezetting te eren. 

## Achtergrond
De medaille werd op 9 september 1948 bij wet ingesteld door president Vincent Auriol. De Franse regering had in een wet precies omschreven wat deportatie en internering inhield. Deportatie was het overbrengen naar vijandelijk grondgebied waar de gedeporteerde in gevangenis of concentratiekamp was opgesloten. Politieke gevangenschap ("internment") werd gedefinieerd als detentie op het Franse grondgebied gedurende ten minste drie maanden. 
De gerechtigden waren die gedurende de Tweede Wereldoorlog gedeporteerden en geïnterneerden die niet voldeden aan de eisen die het "statut de résistants" aan de verzetsstrijders had gesteld. Verzetsstrijders kwamen voor andere onderscheidingen zoals de Herinneringsmedaille voor de vanwege hun Verzetsdaden gedeporteerde en geïnterneerde Verzetsstrijders in aanmerking. 
Op 6 januari 1955 werd de kring der gerechtigden uitgebreid met de tijdens de Eerste Wereldoorlog door de Duitse bezetter opgesloten politieke gevangenen en naar Duitsland gedeporteerden. Op het lint kan een gesp worden gedragen met de reden waarvoor deze medaille werd toegekend. De Franse regering heeft 60 000 van deze medailles laten uitreiken.
Het lint van deze medaille lijkt sterk op dat van de vijfhoekige Herinneringsmedaille voor de vanwege hun Verzetsdaden gedeporteerde en geïnterneerde Verzetsstrijders die aan de vervolgde verzetsstrijders werd uitgereikt. Dit lint heeft een oranje bies en dat van de verzetsstrijders heeft een rode bies.

## De medaille
De ronde bronzen medaille is modern vormgegeven. Op de voor en keerzijde gaan lichtstralen uit van gebroken ketenen. Op de voorzijde staat "REPUBLIQUE FRANÇAISE". Op de keerzijde staat "MEDAILLE DE LA DEPORTATION ET DE L’INTERNEMENT" rond gebroken ketenen en de jaartallen "1940-1945".
De medaille wordt aan een zijden lint op de linkerborst gedragen. Voor de gedeporteerden is het witte lint van vier verticale blauwe strepen en een oranje bies voorzien. Zij dragen op het lint een vierkante gesp met het woord "DÉPORTÉ". Ook gespen aangevuld met de jaartallen 1914-1918 en 1939-1945 zijn toegestaan. Voor de geïnterneerden is het witte lint van vier diagonale blauwe strepen en een oranje bies voorzien. Zij dragen op het lint een vierkante gesp met het woord "INTERNÉ". Ook gespen aangevuld met de jaartallen 1914-1918 en 1939-1945 zijn toegestaan.
De medaille wordt met een onbeweegbare beugel die aansluit op de op de medaille afgebeelde ketenen aan het lint gehangen.

## Gespen
Op het lint van de medailles mochten de volgende gespen worden gedragen: 
- "DÉPORTÉ".
- "DÉPORTÉ 1914-1918"
- "DÉPORTÉ 1939-1945"
- "INTERNÉ"
- "INTERNÉ 1914-1918".
- "INTERNÉ 1939-1945".

## Protocol

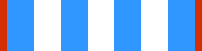
Baton van de gedeporteerden

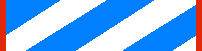
Baton van de geïnterneerden

Wanneer men op uniformen geen modelversierselen draagt is een kleine rechthoekige baton in de kleuren van het lint voorgeschreven. Ook op de baton van de gedeporteerde Fransen zijn de blauwe en witte strepen diagonaal geplaatst. De medaille wordt ook als miniatuur gedragen op bijvoorbeeld een rokkostuum.
De medaille werd door het atelier Arthus Bertrand ontworpen en gefabriceerd.